# Waldbach-Mönichwald
Waldbach-Mönichwald är en  kommun i distriktet Hartberg-Fürstenfeld i förbundslandet Steiermark i Österrike.
Kommunen består av sex orter (Ortschaften) (inom parentes invånarantal 1 januari 2024):
- Arzberg (381)
- Breitenbrunn (76)
- Karnerviertel (514)
- Rieglerviertel (70)
- Schmiedviertel (265)
- Schrimpf (84)

Kommunen bildades 1 januari 2015 genom en sammanslagning av kommunerna Waldbach och Mönichwald. 